# 帕特·利恩
帕特里克·弗朗西斯·利恩（英語：Patrick Francis Leane，1930年1月11日—2018年10月12日），澳大利亚田径运动员。曾参加1952年夏季奥运会和1956年夏季奥运会。他曾在1960年获得澳大利亚全国田径锦标赛男子十项全能冠军。